# Junts (coalició francesa)
Junts (en francès, Ensemble), pel seu nom complet Junts per la majoria presidencial (Ensemble pour la majorité présidentielle), conegut entre 2021 i 2022 com Ensemble Citoyens, és una coalició de partits polítics francesos amb la forma jurídica de partit, creada el 29 novembre 2021 a la Maison de la Mutualité, a París, de cara a eleccions legislatives franceses de 2022, per tal d'aconseguir una majoria a l'Assemblea Nacional que donés suport a Emmanuel Macron, president de la República, i es va renovar per a les eleccions legislatives franceses de 2024.

## Objectius
Aquesta formació pretenia reunir la majoria presidencial d'Emmanuel Macron de cara a les eleccions presidencials de 2022 així com presentar candidatures conjuntes per a les eleccions legislatives de 2022.
El maig de 2022, el president de Junts, Richard Ferrand, va afirmar com a objectiu "una majoria estable a l'Assemblea» «forts, units i agrupats". Édouard Philippe, vicepresident de Junts, especifica que el programa de Junts "és del president". L'objectiu és donar suport a Emmanuel Macron durant els propers cinc anys. François Bayrou, vicepresident de Junts, indica que la coalició permetrà preservar el "caràcter original de les sensibilitats polítiques" dels tres partits principals, concretament La República en Marxa, Moviment Demòcrata i Horitzons, que podran constituir un grup a l'Assemblea Nacional.

## Història
L'acord de coalició agrupà, el maig de 2022, tres partits: La República en Marxa (que es rebatejà com Renaixement), el Moviment Demòcrata i Horitzons. Quatre parts més s'esmenten (amb el seu logotip) al lloc web oficial: Actuar, Territoris de progrés, Partit radical i En Comú. El 16 de maig de 2022 Emmanuel Macron va nomenar Élisabeth Borne com a primera ministra de França després de la renúncia de Jean Castex, però el 8 de gener de 2024 va presentar la seva renúncia. i Gabriel Attal fou nomenat Primer Ministre.
En les eleccions legislatives franceses de 2024 la coalició presidencial va incloure Renaixement, Horitzons, MoDem i Unió dels Demòcrates i Independents (UDI). Després del fracàs de la coalició a les eleccions, Gabriel Attal va anunciar la seva renúncia el dilluns 8 de juliol. Després de les eleccions, el partit va formar part dels successius governs en minoria de Michel Barnier i François Bayrou, de coalició entre Junts i Els Republicans.

## Membres
| Logo | Logo | Partit                              | Abr   | Ideologia               | Posició              | Líder             |
| ---- | ---- | ----------------------------------- | ----- | ----------------------- | -------------------- | ----------------- |
|      |      | Renaixement                         | RE    | Liberalisme             | Centre a centredreta | Gabriel Attal     |
|      |      | Moviment Demòcrata                  | MoDem | Democràcia cristiana    | Centre a centredreta | François Bayrou   |
|      |      | Horitzons                           | HOR   | Conservadorisme liberal | Centredreta          | Édouard Philippe  |
|      |      | Unió dels Demòcrates i Independents | UDI   | Liberalisme             | Centre a centredreta | Hervé Marseille   |
|      |      | Partit Radical                      | PRV   | Liberalisme             | Centre               | Laurent Hénart    |
|      |      | En Comú                             | EC    | Ecologisme              | Centreesquerra       | Philippe Hardouin |
|      |      | Federació Progressista              | FP    | Socialdemocràcia        | Centreesquerra       | François Rebsamen |

## Resultats electorals

### Eleccions legislatives
| Any  | Líder           | 1a volta  | 1a volta | 2a volta  | 2a volta | Escons    | Govern                                     |
| Any  | Líder           | Vots      | %        | Vots      | %        | Escons    | Govern                                     |
| ---- | --------------- | --------- | -------- | --------- | -------- | --------- | ------------------------------------------ |
| 2022 | Élisabeth Borne | 5,857,364 | 25.71    | 8,002,419 | 38.57    | 245 / 577 | Minoria                                    |
| 2024 | Gabriel Attal   | 6,820,261 | 21.27    | 6,692,358 | 24.53    | 159 / 577 | Coalició en minoria Junts -Els Republicans |

### Eleccions regionals
| Any  | 1a volta  | 1a volta | 2a volta  | 2a volta | Presidències | Escons      |
| Any  | Vots      | %        | Vots      | %        | Presidències | Escons      |
| ---- | --------- | -------- | --------- | -------- | ------------ | ----------- |
| 2021 | 1,551,669 | 10.57    | 1,088,398 | 7.13     | 1 / 17       | 138 / 1.926 |

### Parlament Europeu
| Any  | Líder            | Vots      | %          | Escons  | +/– | Grup |
| ---- | ---------------- | --------- | ---------- | ------- | --- | ---- |
| 2019 | Nathalie Loiseau | 5,079,015 | 22.42 (#2) | 23 / 79 | Nou | RE   |
| 2024 | Valérie Hayer    | 3,589,114 | 14.56 (#2) | 13 / 81 | 10  | RE   |